# Saint-Vincent (Italia)
Saint-Vincent (pronuncia AFI: [sɛ̃ vɛ̃sɑ̃] ; Sèn-Veuncein in patois, Finze in töitschu) è un comune italiano di 4 408 abitanti della Valle d'Aosta orientale. Data la sua centenaria vocazione turistica è soprannominata la Riviera delle Alpi. Si tratta del quarto comune più popoloso della regione, dopo Aosta, Sarre e il confinante Châtillon.

## Geografia fisica

### Territorio
Il comune di Saint-Vincent si estende sul territorio circostante al capoluogo, situato a fondovalle, dalla sponda della Dora Baltea fino al Col de Joux, che lo collega con la Val d'Ayas, e al Monte Zerbion.
- Classificazione sismica: zona 3 (sismicità bassa) a seguito dell'introduzione del D.G.R. 1603/2013 in vigore a partire il 21/11/2013.

### Clima
Il clima di Saint-Vincent è molto simile al clima di Aosta anche se meno continentale con inverni più miti e meno nevosi e estati calde ma più ventilate con possibilità di temporali pomeridiani.

## Storia
Alcune incisioni rupestri sul monte Tsailleun e, poco più a valle, sul Mont des Fourches, attestano la presenza dell'uomo sul territorio già in epoca preistorica.
Da Saint-Vincent, in epoca romana, passava la via delle Gallie, strada romana consolare fatta costruire da Augusto per collegare la Pianura Padana con la Gallia.
In epoca fascista, il toponimo fu italianizzato in San Vincenzo della Fonte dal 1939 al 1945.

### Simboli
Lo stemma e il gonfalone sono stati concessi con decreto del presidente della Repubblica del 2 marzo 1984.
Lo stemma si ispira al blasone dei nobili Mistral (o Mistralis), che vissero a Saint-Vincent tra l'inizio del XV e l'inizio del XVIII secolo: di rosso, a tre crescenti montanti d'argento. Al centro dello scudo è riprodotta la statua lignea di San Maurizio del XV secolo, attualmente conservata nel museo parrocchiale, che proviene dalla cappella del villaggio di Moron. Al santo si riferisce anche il capo con la croce mauriziana. Nero e rosso sono i colori del Ducato di Aosta e della bandiera della Regione.
Il gonfalone è un drappo di bianco.

## Monumenti e luoghi d'interesse
La località possiede importanti resti romani, come il ponte sul torrente Cillian, lungo la via delle Gallie, e la grande chiesa romanica del XII secolo. 
Di epoca preromanica la cripta di Saint-Vincent.

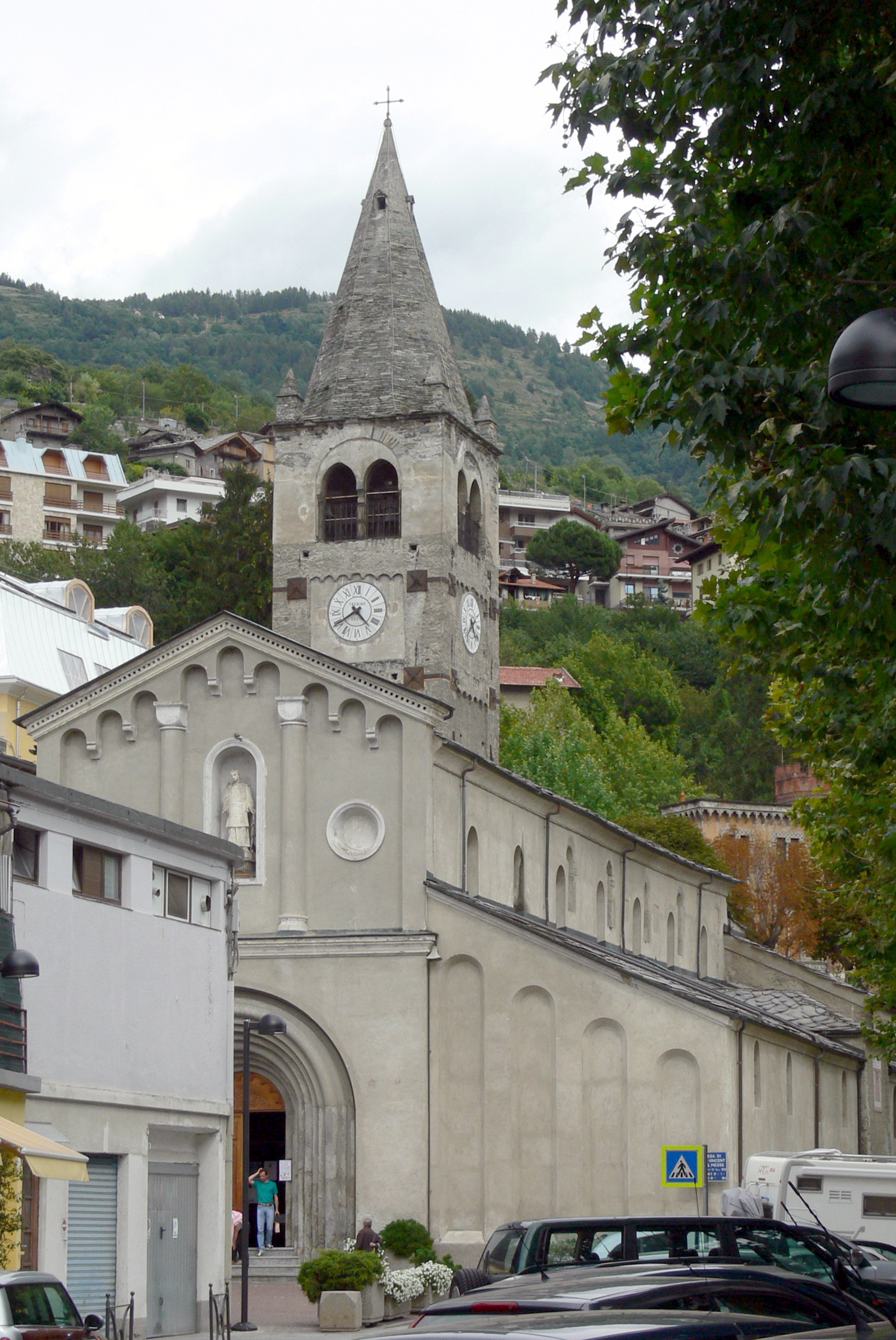
La chiesa di San Vincenzo

La chiesa parrocchiale, consacrata a San Vincenzo e di foggia romanica risale al XII secolo. Secondo l'autorevole parere di Alfredo d'Andrade, sarebbe stata una chiesa fortificata durante il medioevo e ne mostrerebbe ancora traccia.
Saint-Vincent è diventata famosa dalla seconda metà del XIX secolo per la presenza della fonte termale scoperta da Jean-Baptiste Perret nel 1770. Lo stabilimento termale "Fons Salutis" è stato collegato da una breve funicolare al centro abitato (piazza 28 aprile). Successivamente, si ricorda la creazione di un effimero e pionieristico impianto filoviario, che dal 1920 al 1925 collega la stazione ferroviaria di Châtillon-Saint-Vincent al centro termale di Saint-Vincent, passando per il centro abitato di Châtillon.
Della grande epoca turistica di Saint-Vincent sono testimoni anche la Villa Romolo e la Villa Quadro (fine XIX secolo).

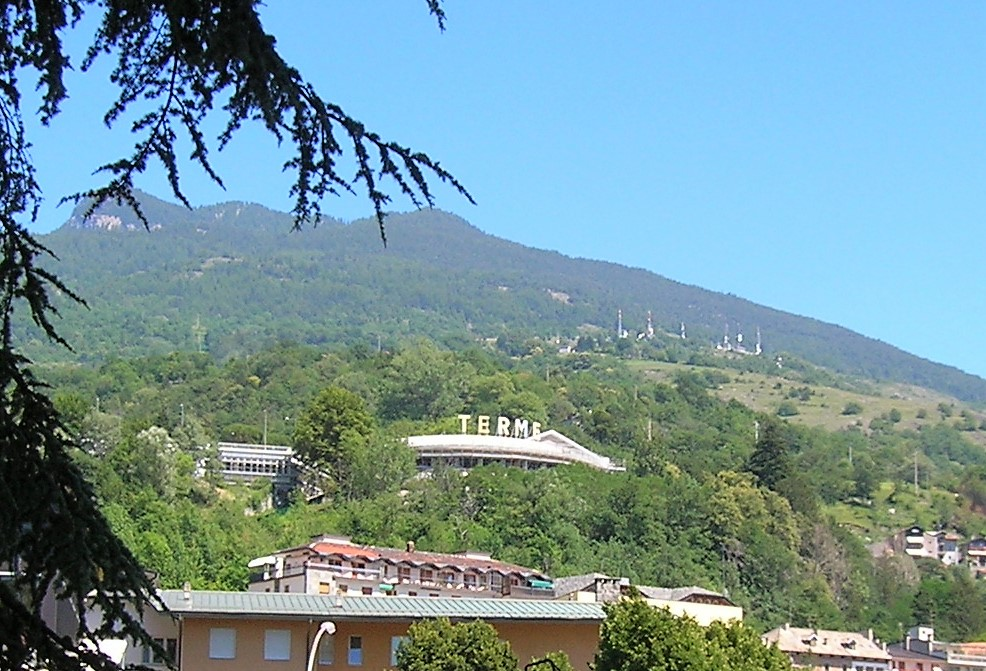
Le Terme di Saint-Vincent
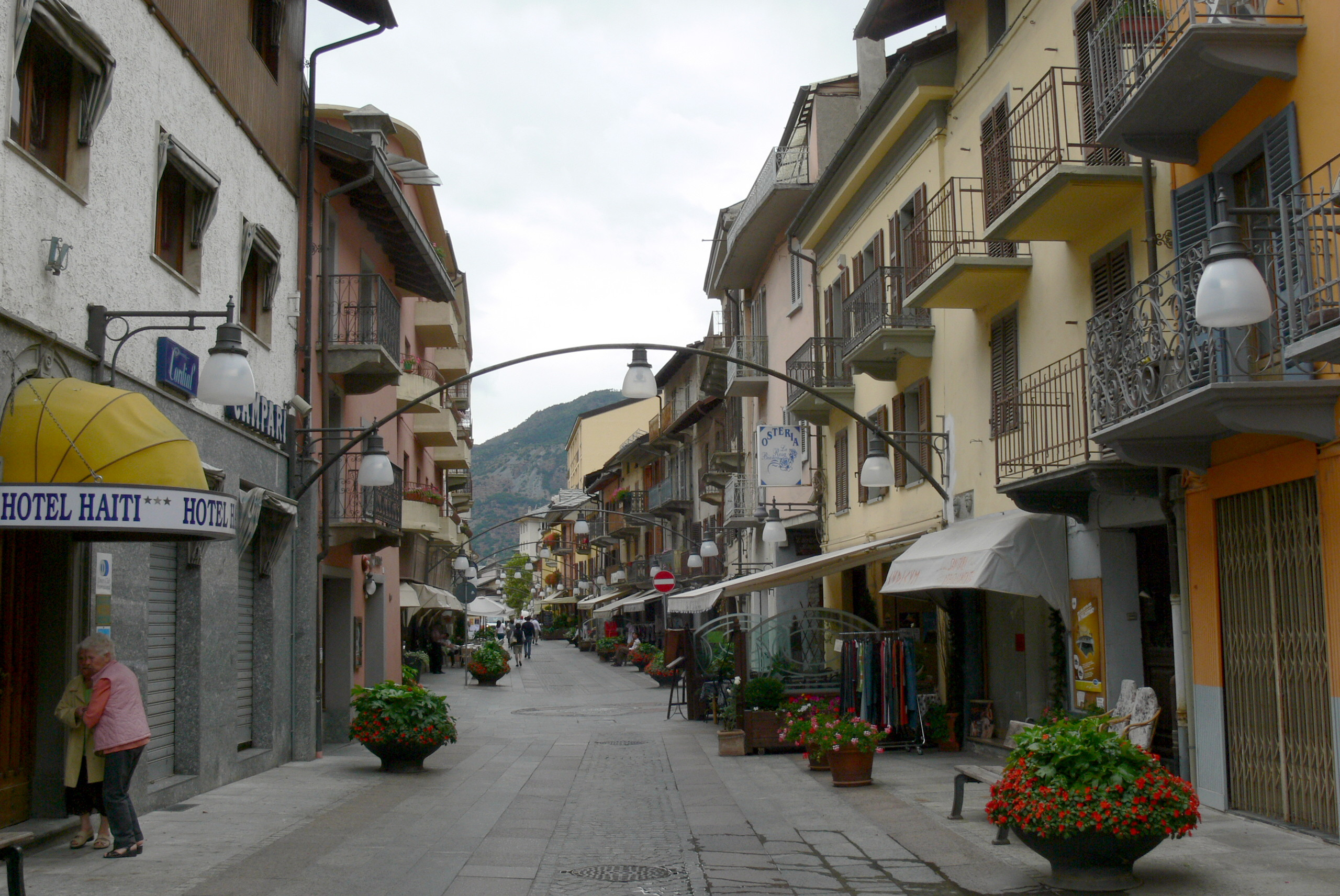
Via Émile Chanoux
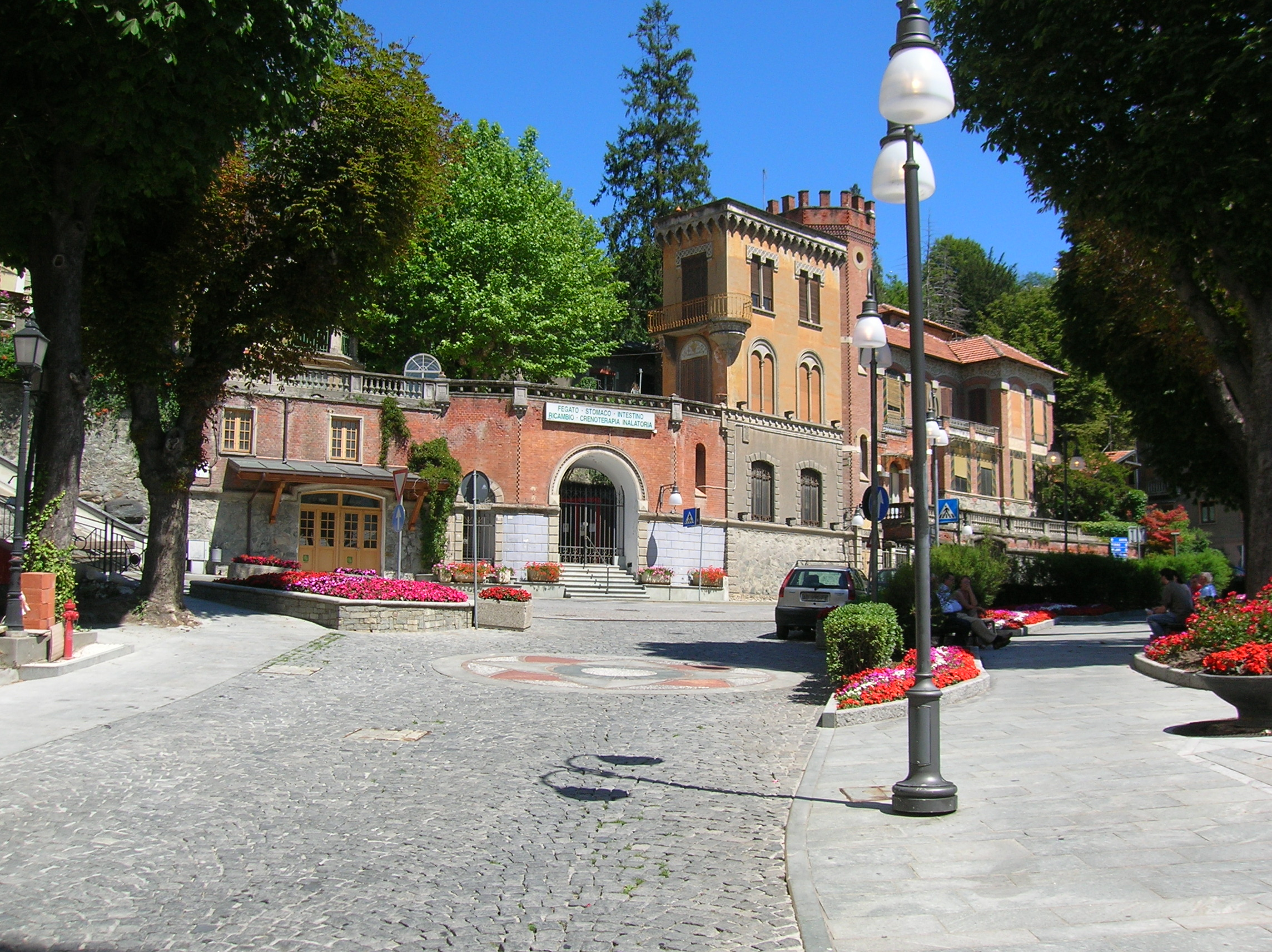
Piazza 28 aprile: a sinistra, l'ingresso della stazione della funicolare per le terme, e a destra, Villa Quadro
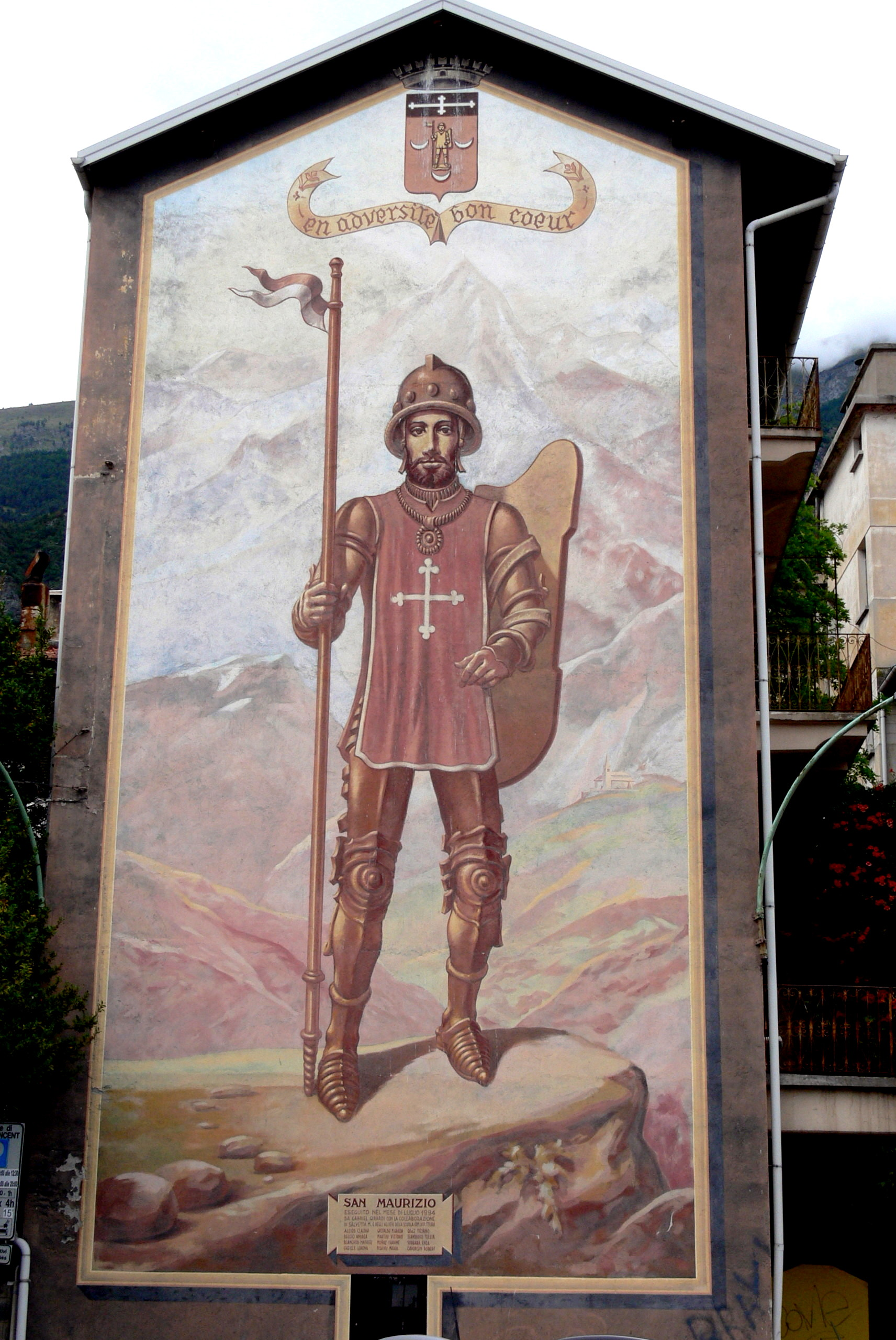
Affresco dedicato a San Maurizio, in piazza del mercato, con il motto « en adversité, bon cœur » (= nell'avversità, buon cuore), aggiunta allo stemma della città nel 1565 dal duca Emanuele Filiberto di Savoia

### Grand Hotel Billia
Non lontano dal Casino de la Vallée si trova l'imponente edificio in stile Belle époque del Grand Hotel Billia.

### IlPalais Saint-Vincent
Il Palais Saint-Vincent è un palazzetto in cui hanno luogo concerti e proiezioni cinematografiche, di proprietà del Comune di Saint-Vincent. Il palazzetto è costituito da una grossa struttura geodetica. È la struttura indoor più grande della Valle d'Aosta, la seconda come struttura per concerti dopo l'Arena della Croix-Noire: offre 1.600 posti a sedere e 2.000 posti in piedi.
Oltre a numerosi concerti di artisti di fama, al Palais si sono tenute anche manifestazioni quali il Congresso internazionale di magia, che nel 2011 è stato accompagnato da una competizione in diretta su Rai Uno.
È stato inaugurato nel 1999 alla presenza di Lucio Dalla.

### Siti archeologici e aree naturali
- Nei pressi dei resti del ponte romano, un tempo lungo la via delle Gallie, si trova il geosito di Tsailleun,[16]
- Incisioni rupestri del Mont des Fourches.

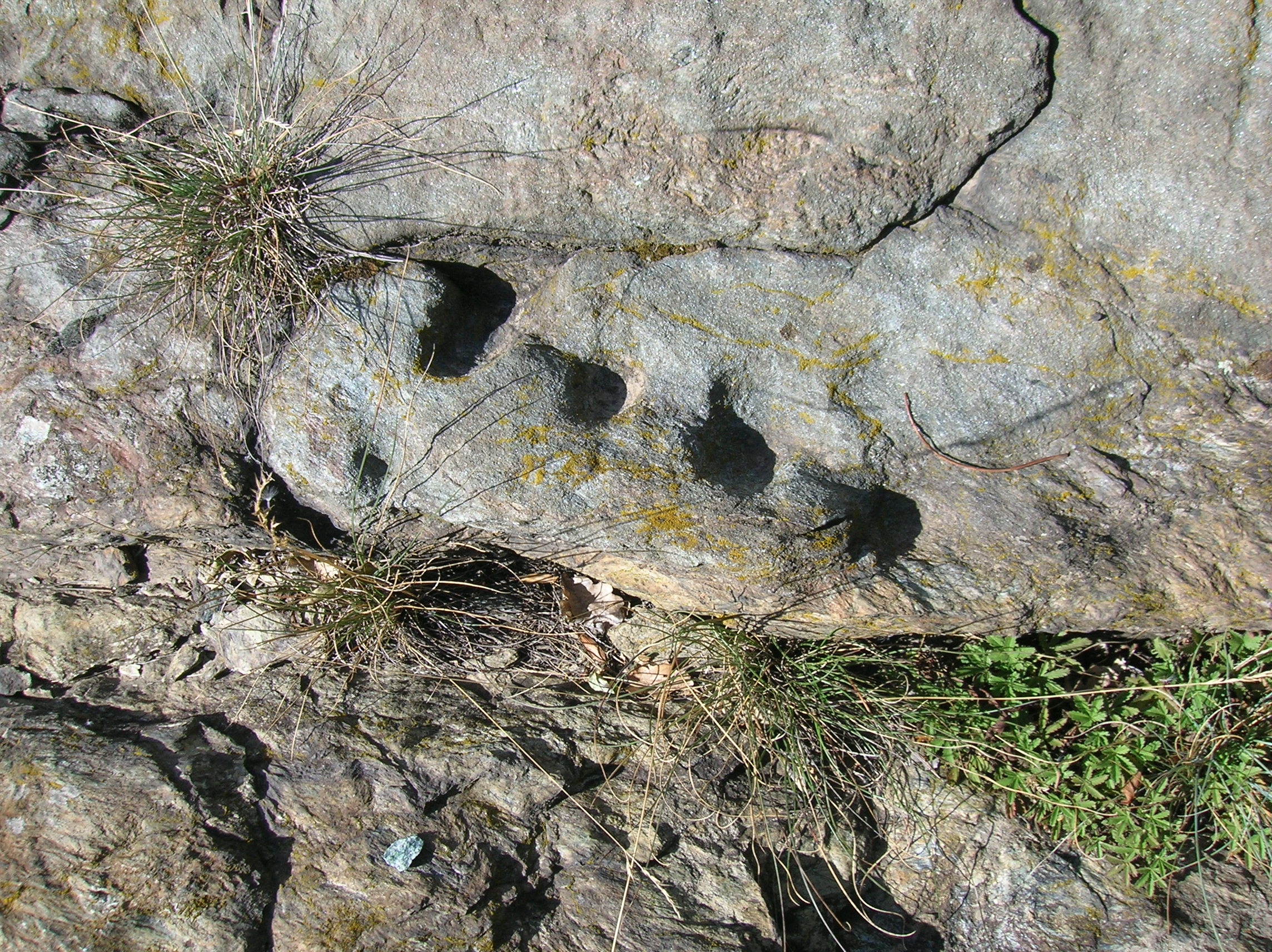
Coppelle nel geosito di Tsailleun.
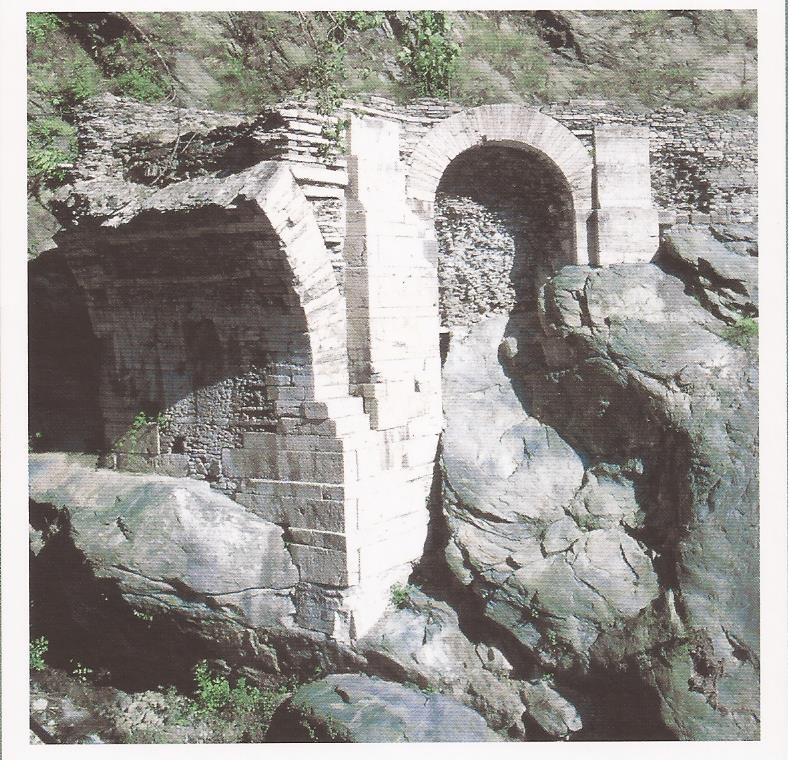
Resti del ponte romano.

## Cultura
Saint-Vincent è stata una cittadina molto amata da Tommaso Landolfi, assiduo frequentatore della casa da gioco, tanto che lo scrittore le dedicò un articolo di viaggio per Il Mondo, ora raccolto nel volume Se non la realtà. Da questa prende anche il titolo il racconto Ottavio di Saint-Vincent.

### Biblioteche
La biblioteca comunale ha sede in via Aurora Vuillerminaz 7. Dal 5 agosto 2019 è intitolata allo scrittore torinese Primo Levi.

### Musei

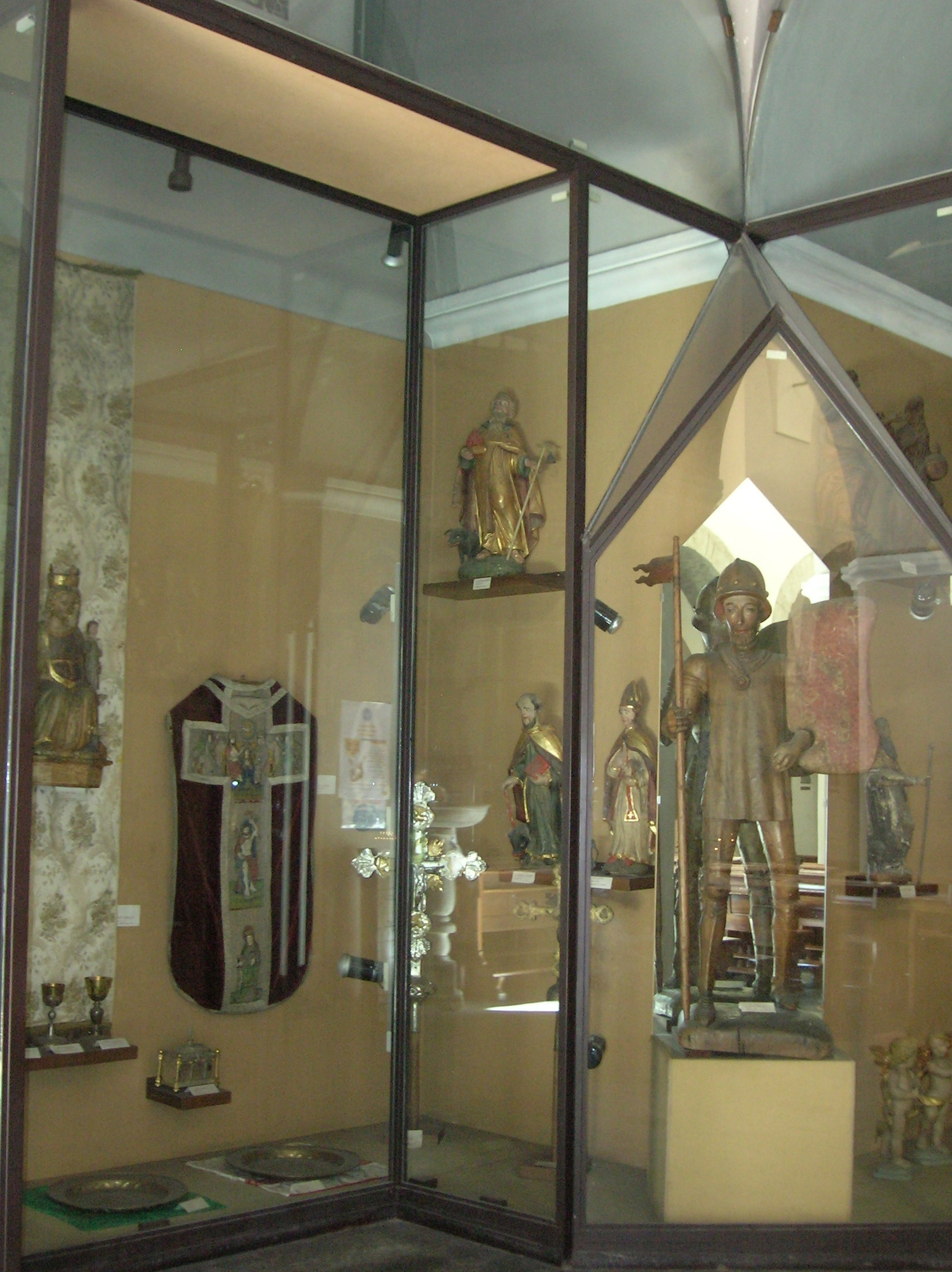
Museo d'arte sacra della chiesa parrocchiale.

- Il Museo mineralogico[18], inaugurato nel 1978, presenta una collezione di 750 minerali e 170 fossili.
- Il Museo d'arte sacra, allestito nella chiesa parrocchiale nel 1983[18]
- L'esposizione fotografica sul Carnevale, di interesse storico etnografico, nella sede dell'Associazione del Carnevale dei Piccoli[18]
- La galleria civica d'arte moderna, presso l'Hotel Couronne[18]

### Eventi
- Nel comune, a partire dalla prima edizione del 1948, viene organizzato il primo premio giornalistico italiano, il Premio Saint-Vincent per il giornalismo
- Dal 1964 e sino al 2003, Saint-Vincent ha ospitato per diversi anni le finali della manifestazione canora Un disco per l'estate
- Saint-Vincent ospitò anche la finale dell'edizione 1991 di Giochi senza frontiere[19]
- A partire dal 1960, si disputa il "Gran Premio di Saint-Vincent" di biliardo, e a partire dal 1998, con poche eccezioni, il "campionato italiano categoria nazionali.

## Economia

### Servizi
Dal 1946 è entrato in funzione il Casino de la Vallée.

## Amministrazione
Fa parte dell'Unité des Communes valdôtaines Mont-Cervin.
Di seguito è presentata una tabella relativa alle amministrazioni che si sono succedute in questo comune
| Periodo           | Periodo           | Primo cittadino        | Partito      | Carica  | Note   |
| ----------------- | ----------------- | ---------------------- | ------------ | ------- | ------ |
| 24 giugno 1985    | 11 agosto 1990    | René Ferré             | UV           | Sindaco | [ 21 ] |
| 11 agosto 1990    | 29 maggio 1995    | Gianfranco Castiglioni | DC           | Sindaco | [ 21 ] |
| 29 maggio 1995    | 8 maggio 2000     | Mario Borgio           | UV           | Sindaco | [ 21 ] |
| 8 maggio 2000     | 9 maggio 2005     | Mario Borgio           | lista civica | Sindaco | [ 21 ] |
| 9 maggio 2005     | 24 maggio 2010    | Sara Bordet            | lista civica | Sindaco | [ 21 ] |
| 24 maggio 2010    | 11 maggio 2015    | Adalberto Perosino     | lista civica | Sindaco | [ 21 ] |
| 11 maggio 2015    | 10 settembre 2020 | Mario Borgio           | lista civica | Sindaco | [ 21 ] |
| 11 settembre 2020 | in carica         | Francesco Favre        | lista civica | Sindaco | [ 21 ] |

## Sport

### Calcio
La società calcistica locale è l'"A.S.D. Saint-Vincent Châtillon Calcio", militante nel campionato di Promozione i colori sociali sono l'azzurro e il granata. Gioca le sue partite allo stadio Perucca, che ha una capienza di 3500 posti.
Calcio a 5
La locale squadra di Futsal è La Riviera delle Alpi Saint Vincent  che milita nel campionato di Serie D Piemonte e Valle d'Aosta disputando le sue gare interne al Palazzetto dello Sport Saint Vincent.

### Ciclismo
Giro d'Italia
Saint-Vincent è stata sede della cosiddetta "Grande Partenza" del Giro d'Italia nell'edizione del 1978, con il via ufficiale della corsa dato il 7 maggio da piazza Zerbion, per effettuare un prologo cittadino che ebbe la vittoria del tedesco occidentale Dietrich Thurau.
È stata sede di arrivo finale del Giro d'Italia nell'edizione del 1987, con il traguardo del 13 giugno posto nel viale Piemonte, dove si concluse l'ultima tappa (cronometro individuale proveniente da Aosta) con la vittoria dell'irlandese Stephen Roche, con conseguì anche il successo finale.
In totale, la città è stata sede di tappa della "Corsa Rosa" in trentuno occasioni (diciotto partenze e tredici arrivi). Pertanto, Saint-Vincent si colloca al quindicesimo posto nella classifica delle sedi di tappa più ricorrenti nella storia della corsa, e al primo posto tra le località non capoluogo di provincia.
Tour de France
Il Tour de France ha avuto la città di Saint-Vincent quale sede di tappa in una occasione: nell'edizione del 1959, la 19ª tappa partì dal comune valdostano per tornare in Francia, con arrivo a Annecy e vittoria di Rolf Graf.

### Sport tradizionali
In questo comune si gioca sia al palet che allo tsan, entrambi sport tradizionali valdostani.

## Società

### Evoluzione demografica
Abitanti censiti